# Saint-Pierre-des-Ifs (Calvados)
Saint-Pierre-des-Ifs è un comune francese di 468 abitanti situato nel dipartimento del Calvados nella regione della Normandia.

## Società

### Evoluzione demografica
Abitanti censiti